# می بمل

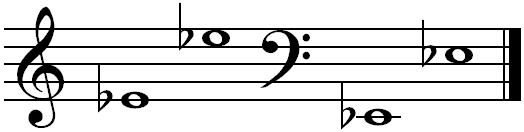
نت می بمل

می بمل (انگلیسی: E-flat) با مخفف (♭E) یک نت از نت‌های موسیقی است که نیم پرده دیاتونیک بالاتر از «ر» و نیم پرده کروماتیک پایین‌تر از «می» صدا می‌دهد. «می بمل» نت مترادف «ر دیز» محسوب می‌شود. یک «می بمل» وسط یا (۴♭E) بر اساس زیروبمی، فرکانسی معادل (۳۱۱٫۱۲۷ هرتز) را داراست.

## گام
گام‌ها بر پایه نت «می بمل» عبارتند از:
- می بمل ماژور : می بمل، فا، سل، لا بمل، سی بمل، دو، ر، می بمل.
- می بمل مینور تئوریک : می بمل، فا، سل بمل، لا بمل، سی بمل، دو بمل، ر بمل، می بمل.
- می بمل مینور هارمونیک : می بمل، فا، سل بمل، لا بمل، سی بمل، دو بمل، ر، می بمل.
- می بمل مینور ملودیک بالا رونده : می بمل، فا، سل بمل، لا بمل، سی بمل، دو، ر، می بمل.
- می بمل مینور ملودیک پائین رونده : می بمل، ر بمل، دو بمل، سی بمل، لا بمل، سل بمل، فا، می بمل.